# Guinea vid världsmästerskapen i simsport 2022
Guinea tävlade vid världsmästerskapen i simsport 2022 i Budapest i Ungern mellan den 17 juni och 3 juli 2022. Guinea hade en trupp på en idrottare.

## Simning
| Idrottare             | Gren                         | Heat  | Heat      | Semifinal        | Semifinal        | Final            | Final            |
| Idrottare             | Gren                         | Tid   | Placering | Tid              | Placering        | Tid              | Placering        |
| --------------------- | ---------------------------- | ----- | --------- | ---------------- | ---------------- | ---------------- | ---------------- |
| Elhadj N'gnane Diallo | Herrarnas 50 meter frisim    | 27,72 | 86        | Gick inte vidare | Gick inte vidare | Gick inte vidare | Gick inte vidare |
| Elhadj N'gnane Diallo | Herrarnas 50 meter fjärilsim | 29,06 | 65        | Gick inte vidare | Gick inte vidare | Gick inte vidare | Gick inte vidare |